# Buschmannhase
Der Buschmannhase (Bunolagus monticularis) ist eine in Südafrika beheimatete Säugetierart aus der Familie der Hasen (Leporidae). Er gilt als eine der seltensten und am stärksten bedrohten Säugetierarten überhaupt.

## Merkmale
Das dichte, seidige Fell des Buschmannhasen ist an der Oberseite gräulich gefärbt, die Flanken sind rötlich und der Bauch weiß. Auch hat diese Art einen auffallenden roten Nackenfleck. Seine Ohren sind sehr lang, der buschige Schwanz ist bräunlich gefärbt. Die Tiere erreichen eine Kopf-Rumpf-Länge von 34 bis 47 Zentimetern und ein Gewicht von 1 bis 1,9 Kilogramm.

## Verbreitung

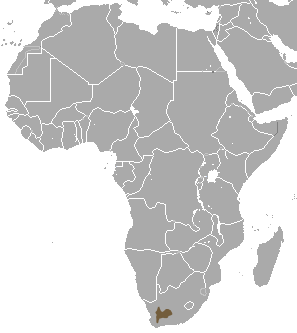
Verbreitungskarte des Buschmannhasen

Der Buschmannhase lebt ausschließlich in buschbestandenen Flussufern in der Karoo-Wüste im westlichen Südafrika.

## Lebensweise
Die Art ist nachtaktiv und verbringt den Tag in kleinen Erdgruben im Schatten der Büsche. Ihre Reviere sind relativ groß, das der Männchen umfasst durchschnittlich 21 Hektar, das der Weibchen rund 12 Hektar. Ihre Nahrung besteht aus Blüten, Blättern und Gräsern.
Die Tiere haben ein polygames Paarungsverhalten, das heißt ein Männchen pflanzt sich mit mehreren Weibchen fort. Anschließend gräbt das Weibchen einen kleinen Erdbau, den sie mit Gras und Fell auspolstert. Das einzelne Junge, das nach rund fünfwöchiger Tragzeit zur Welt kommt, ist bei der Geburt nackt und blind. Es kann bis zu zwei Geburten im Jahr geben, dennoch ist die Fortpflanzungsrate für Hasenverhältnisse sehr niedrig.

## Systematik
Der Buschmannhase wird als eigenständige Art und monotypische Gattung den Hasen (Leporidae) zugeordnet. Innerhalb der Art werden keine Unterarten unterschieden. Die wissenschaftliche Erstbeschreibung der Art erfolgte 1903 durch Oldfield Thomas als Lepus monticularis, 1903 beschrieb er die eigenständige Gattung Bunolagus und ordnete die Art als Typusart und einzige Art ein.
Auf der Basis von molekularbiologischen Daten wurde von Conrad A. Matthee et al. 2004 ein Kladogramm entwickelt, das die phylogenetischen Verwandtschaften der Gattungen innerhalb der Hasen zueinander darstellt. Demnach ist der Buschmannhase die Schwesterart des nur auf den Ryūkyū-Inseln, Japan, verbreiteten Ryukyu-Kaninchens (Pentalagus furnessi) und bildet mit diesem ein Taxon. Diesem steht ein Taxon aus dem Wildkaninchen (Oryctolagus cuniculus) und dem Borstenkaninchen (Caprolagus hispidus) gegenüber, während die in Amerika lebenden Baumwollschwanzkaninchen (Sylvilagus) und das Zwergkaninchen (Brachylagus idahoensis) die Schwestergruppe dieser vier Arten darstellt.
Sie trägt den Namen Buschmann-„Hase“, obwohl sie kaninchenartige Eigenschaften hat. So lebt sie in Erdbauen und die Jungtiere sind Nesthocker. Vermutlich war dafür die Ähnlichkeit mit den Echten Hasen, vor allem in den langen Ohren, ausschlaggebend. Im Englischen hingegen heißt sie Riverine oder Bushman Rabbit, also Kaninchen.

## Bedrohung und Schutz
Buschmannhasen zählen zu den seltensten Säugetieren. Erstmals 1902 entdeckt, galt die Art manchmal jahrzehntelang als verschollen (zum Beispiel zwischen 1948 und 1979). Das Hauptproblem ist die Umwandlung ihres Lebensraumes in landwirtschaftliche Flächen, so sind mehr als 60 Prozent ihres potentiellen Habitates in den letzten Jahrzehnten verloren gegangen. Ihr Lebensraum befindet sich komplett im Privatbesitz von Landwirten, mit Bildungsprogrammen soll auf die Bedrohung dieser Art hingewiesen werden. Auch die Nachstellung durch Hunde und möglicherweise die Jagd spielen eine Rolle. Jüngere Schätzungen gehen von nicht mehr als 250 lebenden Exemplaren aus.

## Belege
1. 1 2  Conrad A. Matthee, Bettine Jansen Van Vuuren, Diana Bell Terence J. Robinson: A Molecular Supermatrix of the Rabbits and Hares (Leporidae) Allows for the Identification of Five Intercontinental Exchanges During the Miocene. In: Systematic Biology. Band 53, Nr. 3, S. 433–447 (Abstract).
2. 1 2  Don E. Wilson & DeeAnn M. Reeder (Hrsg.): Bunolagus monticularis. In: Mammal Species of the World. A Taxonomic and Geographic Reference (3rd ed).